# ناحیه بلایت، شهرستان بون، آرکانزاس
ناحیه بلایت، شهرستان بون، آرکانزاس (به انگلیسی: Blythe Township) یک منطقهٔ مسکونی در ایالات متحده آمریکا است که در شهرستان بونی، آرکانزاس واقع شده‌است. ناحیه بلایت ۲۴۵ نفر جمعیت دارد.